# Otfried Müller (Mediziner)

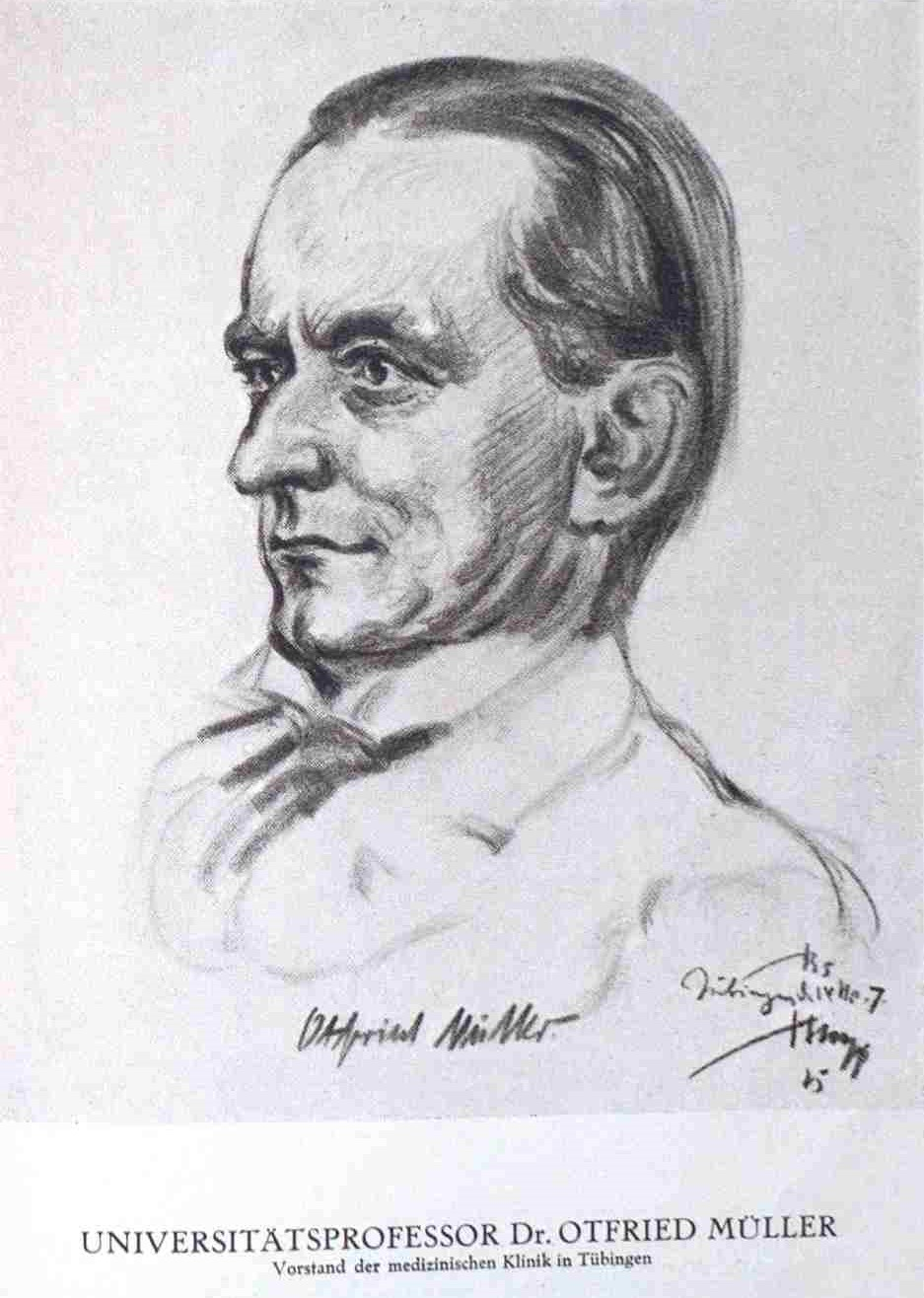
Otfried Müller, von Emil Stumpp (1926)

Otfried Müller (* 31. Oktober 1873; † 1945) war ein deutscher Mediziner. Er begründete 1916 die Kapillarmikroskopie und Kapillarpathologie.

## Leben und Wirken
Otfried Müller war ab 1907 außerordentlicher Professor sowie Vorstand der Medizinischen Poliklinik in Tübingen und ab 1912 ordentlicher Professor und Vorstand der Medizinischen Klinik in Tübingen. Er war ein Pionier in der Erforschung der Erkrankung der Kapillaren, der kleinsten menschlichen Blutgefäße, die er bereits 1922 in einem deutschsprachigen Atlas darstellte. Er beschrieb in seinem Atlas insbesondere die charakteristischen kapillaroskopischen Veränderungen der systemischen Sklerose. Im Jahr 1914 wurde er zum Mitglied der Leopoldina gewählt.

## Würdigung
1943 erhielt er die Goethe-Medaille für Kunst und Wissenschaft.
Die nach ihm benannte Otfried-Müller-Straße in Tübingen führt zur Medizinischen Klinik, die sich dort seit 1961 befindet.

## Veröffentlichungen (Auswahl)
- Beobachtungen über spontane Blutsedimentierung. Inaugural-Dissertation. Berlin 1898. Mit Lebenslauf.
- Beiträge zur Kreislaufphysiologie des Menschen, besonders zur Lehre von der Blutverteilung. Zwei Teile. Barth, Leipzig 1910/1911.
- Der Krieg und die Infektionskrankheiten. Kloeres, Tübingen 1915.
- Die Kapillaren der menschlichen Körperoberfläche in gesunden und kranken Tagen. 1922.
- Die Stellung der Medizin zu den anderen Wissenschaften. Weltanschauungsfragen des Arztes. Enke, Stuttgart 1927.
- Wissenschaft und Glauben in der Medizin. Enke, Stuttgart 1929.
- Die Lehre vom Unbewußten in der Deutschen Philosophie. Gmelin, München 1930.
- (als Mithrsg.): Die Blutdruckkrankheit. Klinische, erbbiologische, anthropometrische, biochemische, histologische, kapillarmikroskopische und andere Untersuchungen am Blutumlauf bei Hypertonikern. Enke, Stuttgart 1932.
- Arzt und Geisteswissenschaften. In: Hans Gerber (Hrsg.): Die Universität. Ihre Geschichte, Aufgabe und Bedeutung in der Gegenwart. Kohlhammer, Stuttgart 1933, S. 237–252.
- (zus. mit Albert Dietrich): Medizin und Universität in ihrer Zusammengehörigkeit. In: Hans Gerber (Hrsg.): Die Universität. Ihre Geschichte, Aufgabe und Bedeutung in der Gegenwart. Kohlhammer, Stuttgart 1933, S. 219–236.
- Über die Stellung des Arztes zur Metaphysik. Steinkopff, Dresden 1933.
- Grundsätzliches zum Kampf um ein besseres Arzttum. Hippokrates-Verlag, Stuttgart 1935.
- Die feinsten Blutgefäße des Menschen in gesunden und kranken Tagen. T.1 und T. 2. Enke, Stuttgart 1937/1939.
- Die Pathologie der menschlichen Kapillaren (= Nova Acta Leopoldina, Bd. 84 = N.F. Bd. 12). Halle/S. 1943.
- Frank H. Netter und John T. Hansen: Atlas der Anatomie des Menschen in 3 Bänden. Band 1: Kopf und Hals Band 2: Rumpf und Eingeweide Band 3: Obere und untere Extremität. Übersetzer: Attila J. Olah und Otfried Müller. Gebundene Ausgabe, 3. überarbeitete und erweiterte Auflage (2003), Berlin, Saunders Elsevier, 2003, ISBN 3933185637.